# Senat (Ruanda)
Der Senat ist das Oberhaus im parlamentarischen Zweikammersystem Ruandas. Die Abgeordnetenkammer bildet das Unterhaus des Parlaments von Ruanda.

## Wahlsystem

26 Senatssitze
Indirekt gewählt: 18 Sitze
Vom Präsidenten ernannt: 8 Sitze

Der Senat umfasst nach Artikel 80 der ruandischen Verfassung 26 Senatoren. Mindestens 30 Prozent der Senatoren sind Frauen. 12 der Senatoren werden verteilt auf die Verwaltungseinheiten von speziellen Wahlkollegien gewählt, 8 vom Präsidenten ernannt und 4 weitere vom National Consultative Forum of Political Organizations (NFPO) bestimmt. Die letzten zwei Senatorensitze gehen an einen Dozenten oder Forscher einer öffentlichen und einer privaten Universität oder Hochschule, die von den jeweiligen Institutionen gewählt werden. Darüber hinaus können auch ehemalige Staatsoberhäupter Ruandas nach ihrer Amtszeit auf Anfrage zu Senatoren ernannt werden.
Die Senatoren werden für eine Legislaturperiode von fünf Jahren gewählt und können einmal wiedergewählt werden. Bis 2015 betrug die Amtszeit acht Jahre, schloss jedoch die Möglichkeit einer zweiten Amtszeit aus.
Die letzte Senatswahl fand am 16. und 17. September 2024 statt. Nach den Ernennungen weiterer Senatoren durch das NFPO am 19. September und den Präsidenten am 23. September waren mit 14 von 26 bzw. 53,8 % der Senatoren erstmals mehr als die Hälfte der Senatssitze weiblich besetzt. In der dritten Legislaturperiode waren es noch neun Senatorinnen.

## Senatoren

### Senatspräsident
Der Senatspräsident steht im politischen System Ruandas an zweiter Stelle nach dem Staatsoberhaupt. Bisherige Senatspräsidenten waren:
| Name                          | Amtsantritt      | Amtsabtritt      | Belege |
| ----------------------------- | ---------------- | ---------------- | ------ |
| Vincent Biruta                | August 2003      | Oktober 2011     |        |
| Jean-Damascène Ntawukuriryayo | 10. Oktober 2011 | 14. Oktober 2014 | [ 7 ]  |
| Bernard Makuza                | 14. Oktober 2014 | 17. Oktober 2019 | [ 8 ]  |
| Augustin Iyamuremye           | 17. Oktober 2019 | 9. Dezember 2022 | [ 9 ]  |
| François-Xavier Kalinda       | 9. Januar 2023   |                  | [ 10 ] |

### Senatoren der vierten Legislaturperiode
Zu den aktuellen Senatoren der vierten Legislaturperiode (2024–2029) zählen:
| Name                       | Amtsantritt        | Wahl / Ernennung                         | Anmerkungen                    |
| -------------------------- | ------------------ | ---------------------------------------- | ------------------------------ |
| François-Xavier Kalinda    | 2023               | durch den Präsidenten ernannt            | Senatspräsident                |
| Jean-Pierre Dusingizemungu | 2020               | durch den Präsidenten ernannt            |                                |
| Épiphanie Kanziza          | 2024 (2. Amtszeit) | durch den Präsidenten ernannt            |                                |
| Evode Uwizeyimana          | 2020               | durch den Präsidenten ernannt            |                                |
| André Twahirwa             | 2020               | durch den Präsidenten ernannt            |                                |
| Alexis Mugisha             | 2020               | Repräsentant(in) des NFPO                | Mitglied der DGPR              |
| Clotilde Mukakarangwa      | 2020               | Repräsentant(in) des NFPO                |                                |
| Bibiane Mbaye Gahamanyi    | 2024               | durch den Präsidenten ernannt            |                                |
| Usta Kaitesi               | 2024               | durch den Präsidenten ernannt            |                                |
| Solina Nyirahabimana       | 2024               | durch den Präsidenten ernannt            |                                |
| Donatille Mukabalisa       | 2024               | Repräsentant(in) des NFPO                | ehemalige Parlamentssprecherin |
| Hadidja Murangwa Ndangiza  | 2024 (2. Amtszeit) | Repräsentant(in) des NFPO                |                                |
| Telesphore Ngarambe        | 2024               | von den öffentlichen Hochschulen gewählt |                                |
| Penine Uwimbabazi          | 2024               | von den privaten Hochschulen gewählt     |                                |
| Espérance Nyirasafari      | 2024 (2. Amtszeit) | in Kigali gewählt                        |                                |
| Laëtitia Nyinawamwiza      | 2024               | in der Nordprovinz gewählt               |                                |
| Amandin Rugira             | 2024               | in der Nordprovinz gewählt               |                                |
| Alvera Mukabaramba         | 2024               | in der Ostprovinz gewählt                |                                |
| John Bonds Bideri          | 2024 (2. Amtszeit) | in der Ostprovinz gewählt                |                                |
| Fulgence Nsengiyumva       | 2024               | in der Ostprovinz gewählt                |                                |
| Adrie Umuhire              | 2024 (2. Amtszeit) | in der Südprovinz gewählt                |                                |
| Sosthène Cyitatire         | 2024               | in der Südprovinz gewählt                |                                |
| Pélagie Uwera              | 2024 (2. Amtszeit) | in der Südprovinz gewählt                |                                |
| Emmanuel Havugimana        | 2024 (2. Amtszeit) | in der Westprovinz gewählt               |                                |
| Marie-Rose Mureshyankwano  | 2024 (2. Amtszeit) | in der Westprovinz gewählt               |                                |
| Cyprien Niyomugabo         | 2024 (2. Amtszeit) | in der Westprovinz gewählt               |                                |
| TBD                        | 2025               | Repräsentant(in) des NFPO                |                                |
| TBD                        | 2025               | Repräsentant(in) des NFPO                |                                |

### Senatoren der dritten Legislaturperiode
Die Senatoren der dritten Legislaturperiode (2019–2024) waren:
| Name                       | Amtsantritt | Wahl / Ernennung                         | Anmerkungen                                          |
| -------------------------- | ----------- | ---------------------------------------- | ---------------------------------------------------- |
| François-Xavier Kalinda    | 2023        | durch den Präsidenten ernannt            | Senatspräsident                                      |
| François Habiyakare        | 2019        | durch den Präsidenten ernannt            |                                                      |
| Alvera Mukabaramba         | 2019        | durch den Präsidenten ernannt            | Vizepräsident für Finanzen und Verwaltung            |
| Espérance Nyirasafari      | 2019        | durch den Präsidenten ernannt            | Vizepräsidentin für parlamentarische Angelegenheiten |
| Hadidja Murangwa           | 2019        | Repräsentant(in) des NFPO                |                                                      |
| Juvenal Nkusi              | 2019        | Repräsentant(in) des NFPO                |                                                      |
| Cyprien Niyomugabo         | 2019        | von den öffentlichen Hochschulen gewählt |                                                      |
| Ephrem Kanyarukiga         | 2019        | von den privaten Hochschulen gewählt     |                                                      |
| Faustin Habineza           | 2019        | in der Nordprovinz gewählt               |                                                      |
| Laetitia Nyinawamwiza      | 2019        | in der Nordprovinz gewählt               |                                                      |
| Fulgence Nsengiyumva       | 2019        | in der Ostprovinz gewählt                |                                                      |
| John Bonds Bideri          | 2019        | in der Ostprovinz gewählt                |                                                      |
| Innocent Nkurunziza        | 2019        | in der Südprovinz gewählt                |                                                      |
| Adrie Umuhire              | 2019        | in der Südprovinz gewählt                |                                                      |
| Pélagie Uwera              | 2019        | in der Südprovinz gewählt                |                                                      |
| Lambert Dushimimana        | 2019        | in der Westprovinz gewählt               | [ 16 ] [ 17 ]                                        |
| Emmanuel Havugimana        | 2019        | in der Westprovinz gewählt               |                                                      |
| Marie Rose Mureshyankwano  | 2019        | in der Westprovinz gewählt               |                                                      |
| Jean-Pierre Dusingizemungu | 2020        | durch den Präsidenten ernannt            |                                                      |
| Épiphanie Kanziza          | 2020        | durch den Präsidenten ernannt            |                                                      |
| André Twahirwa             | 2020        | durch den Präsidenten ernannt            |                                                      |
| Evode Uwizeyimana          | 2020        | durch den Präsidenten ernannt            |                                                      |
| Alexis Mugisha             | 2020        | Repräsentant(in) des NFPO                | Mitglied der DGPR                                    |
| Clotilde Mukakarangwa      | 2020        | Repräsentant(in) des NFPO                |                                                      |

### Senatoren der ersten oder zweiten Legislaturperiode (unvollständig)
- Joseph Karemera[18]
- 2011 bis 2013: Donatille Mukabalisa, in der Ostprovinz gewählt[19]